# Unguizetes curypterus
Unguizetes curypterus är en kvalsterart som beskrevs av Wen och Zhao 1994. Unguizetes curypterus ingår i släktet Unguizetes och familjen Mochlozetidae. Inga underarter finns listade i Catalogue of Life.